# Oh Hyun-kyung
Oh Hyun-kyung (de nacimiento Oh Sang-ji) es una actriz surcoreana. Ganó el concurso de belleza Miss Corea 1989, y representó a su país en el Miss Universo 1990. Inmediatamente alcanzó la fama. Utilizando el nombre artístico Oh Hyun-kyung, recibió muchos ofertas y comenzó a actuar.

## Carrera
En enero del 2018 se unió al elenco secundario de la serie Radio Romance, donde dio vida a Nam Joo Ha, la CEO de la agencia «JH Entertainment» y la madre adoptiva del actor Ji Soo Ho (Doojoon), hasta el final de la serie en marzo del mismo año.

## Filmografía

### Series de televisión
| Año  | Título                                  | Rol                             | Red           | Ref.        |
| ---- | --------------------------------------- | ------------------------------- | ------------- | ----------- |
| 1988 | The Tree of Love                        |                                 |               |             |
| 1989 | People from Dangchu-dong                | instructora de taekwondo 아셔더 | KBS1          |             |
| 1990 | Ambitious Times                         | Park Hyung-sook                 | KBS2          |             |
| 1992 | The Kingdom of Anger                    | Lee Bok-nam                     | MBC           |             |
| 1992 | Wild Chrysanthemum                      | Eun-kyung                       | KBS1          |             |
| 1992 | Wind in the Grass                       | Je-ni                           | MBC           |             |
| 1994 | Keep Your Voice Down                    |                                 | SBS           |             |
| 1994 | Way of Living: Man                      | Jang Soo-mi                     | SBS           |             |
| 1994 | Police                                  | Song Chae-yeon                  | KBS2          |             |
| 1994 | My Son's Woman                          | Im Ji-sook                      | MBC           |             |
| 1995 | Flames of Ambition                      | Park Boo-hee                    | SBS           |             |
| 1995 | To Make a Man                           | Young-ae                        | KBS2          |             |
| 1996 | Color                                   |                                 | KBS2          |             |
| 1996 | A Faraway Country                       | Jang Sang-hee                   | KBS2          |             |
| 1996 | Splendid Holiday                        | Lee Han-na                      | MBC           |             |
| 1997 | Into the Storm                          | Eun-joo                         | KBS2          |             |
| 1997 | Fireworks                               | Jae-hee                         | MBC           |             |
| 1997 | Three Women                             | Moon-jung                       | KBS2          |             |
| 1997 | Because I Love You                      | Eo Ji-na                        | SBS           |             |
| 2007 | First Wives' Club                       | Na Hwa-shin                     | SBS           |             |
| 2009 | High Kick Through The Roof              | Lee Hyun-kyung                  | MBC           |             |
| 2009 | Mrs. Town                               | Seo Hong-joo                    | tvN           |             |
| 2010 | Gloria                                  | Na Jin-joo                      | MBC           |             |
| 2011 | Miss Ajumma                             | Kang Geum-hwa                   | SBS           |             |
| 2011 | Protect the Boss                        | blind date (cameo)              | SBS           |             |
| 2011 | Birdie Buddy                            | Min Se-hwa                      | tvN           |             |
| 2011 | The Peak                                | Lee Joong-jik                   | MBC           |             |
| 2012 | The Great Seer                          | Soo Ryun-gae                    | SBS           |             |
| 2013 | She Is Wow!                             | Jo A-ra                         | tvN           |             |
| 2013 | Don't Look Back : The Legend of Orpheus | Yoo Sun-young                   | KBS2          |             |
| 2013 | Wang's Family                           | Wang Su-bak                     | KBS2          |             |
| 2014 | A Mother's Choice                       | Jin So-young                    | SBS           |             |
| 2014 | Legendary Witches                       | Son Poong-geum                  | MBC           |             |
| 2015 | A Bird That Doesn't Sing                | Chun Mi-ja                      | tvN           |             |
| 2016 | Beautiful Gong Shim                     | Joo Jae-boon                    | SBS           |             |
| 2016 | The Gentlemen of Wolgyesu Tailor Shop   | Lee Dong-sook                   | KBS2          |             |
| 2018 | Radio Romance                           | Nam Joo Ha                      | KBS2          |             |
| 2019 | Liver or Die                            |                                 | KBS2          |             |
| 2020 | Amanza                                  | Madre de Park Dong-myung        | Daum Kakao TV |             |
| 2021 | My Roommate Is a Gumiho                 | Madre de Lee Dam y Lee Dan      | tvN           |             |
| 2021 | Somehow Family                          | Amiga de Hee Kyung              | TV Chosun     |             |
| 2021 | You Are My Spring                       | Mun Mi-ran                      | tvN           |             |
| 2022 | The Empire                              | Lee Ae-heon                     | JTBC          | [ 3 ]       |
| 2024 | Love in the Big City                    | Eun-sook                        | TVING         | [ 4 ] [ 5 ] |

### Cine
| Año  | Título                 | Papel                     | Ref.  |
| ---- | ---------------------- | ------------------------- | ----- |
| 2015 | Veinte                 | madre de Dong-woo (cameo) |       |
| 2023 | Identidad desbloqueada | directora Oh              | [ 6 ] |

### Programas de televisión
| Año  | Título      | Canal | Notas                                      |
| ---- | ----------- | ----- | ------------------------------------------ |
| 2017 | Battle Trip | KBS2  | Participó junto a Jung Si-ah - (ep. 56-57) |